# Тед-Ян Блумен
Тед-Ян Блумен (нід. Ted-Jan Bloemen) — канадський ковзаняр нідерландського походження, олімпійський чемпіон і медаліст, призер чемпіонатів світу.
До 2014 року Блумен виступав за Нідерланди. Його батько, проте, народився в Канаді, хоча й у нідерландській родині. Цей факт дав Блумену право на канадське громадянство.
Золоту олімпійську медаль та звання олімпійського чемпіона Блумен виборов на дистанції 10 000 метрів на Олімпіаді 2018 року в корейському Пхьончхані. Крім того, він здобув срібну нагороду на вдвічі коротшій дистанції.
Блумену належать рекорди світу як на 10 000 м (12:36.30), так і на 5000 м (6:01.86), встановлені в Солт-Лейк-Сіті. Він також олімпійський рекордсмен на 10 000 м (12:39.77), встановлений у Пхьончхані.

## Виноски
1. ↑  http://www.nu.nl/schaatsen/3925252/ted-jan-bloemen-mag-van-isu-uitkomen-canada.html
2. ↑  Men's 10,000 metres results (PDF). Архів оригіналу (PDF) за 15 лютого 2018. Процитовано 4 квітня 2018. [Архівовано 2018-02-15 у Wayback Machine.]